# Ugo Humbert
Ugo Humbert (26 de junio de 1998) es un tenista profesional de Francia.Actualmente es el francés mejor clasificado ubicándose en el puesto no. 14, ha alcanzado el puesto número 13 en el ranking ATP de individuales el 15 de abril de 2024. También tiene el puesto número 348 en el ranking ATP de dobles, el más alto de su carrera, alcanzado el 26 de agosto de 2024.  

## Carrera deportiva
Humbert hizo su debut en un Gran Slam en la modalidad de dobles en Roland Garros 2018 haciendo pareja con Antoine Hoang.
En el abierto de los Estados Unidos de 2018 debutó en la modalidad de individuales, accediendo desde la fase de clasificación. Ganó su primer partido en Gran Slam tras derrotar a Collin Altamirano, perdiendo en segunda ronda frente a Stan Wawrinka en cuatro sets.
El 25 de octubre de 2020 logra su segundo torneo ATP en Amberes. El 21 de junio de 2021 da la sorpresa al ganar el torneo ATP 500 de Halle al vencer en la final a Rublev.

## ATP World Tour Masters 1000

#### Finalista (1)
| Año  | Torneo | Superficie | Ind/Outdoor | Oponente en la final | Resultado |
| 2024 | París  | Dura       | Indoor      | Alexander Zverev     | 2-6, 2-6  |

## Títulos ATP (7; 7+0)

### Individual (7)
| Leyenda                   |
| Grand Slam (0)            |
| ATP World Tour Finals (0) |
| ATP Masters 1000 (0)      |
| ATP World Tour 500 (2)    |
| ATP World Tour 250 (5)    |

| N.º | Fecha                   | Torneo       | Superficie | Oponente en la final | Resultado           |
| --- | ----------------------- | ------------ | ---------- | -------------------- | ------------------- |
| 1.  | 18 de enero de 2020     | Auckland     | Dura       | Benoît Paire         | 7-6(2), 3-6, 7-6(5) |
| 2.  | 25 de octubre de 2020   | Amberes      | Dura (i)   | Álex de Miñaur       | 6-1, 7-6(4)         |
| 3.  | 20 de junio de 2021     | Halle        | Hierba     | Andrey Rublev        | 6-3, 7-6(4)         |
| 4.  | 11 de noviembre de 2023 | Metz         | Dura (i)   | Alexander Shevchenko | 6-3, 6-3            |
| 5.  | 11 de febrero de 2024   | Marsella     | Dura (i)   | Grigor Dimitrov      | 6-4, 6-3            |
| 6.  | 2 de marzo de 2024      | Dubái        | Dura       | Aleksandr Búblik     | 6-4, 6-3            |
| 7.  | 16 de febrero de 2025   | Marsella (2) | Dura (i)   | Hamad Medjedovic     | 7-6(4), 6-4         |

#### Finalista (2)
| N.º | Fecha                  | Torneo | Superficie | Oponente en la final | Resultado        |
| --- | ---------------------- | ------ | ---------- | -------------------- | ---------------- |
| 1.  | 1 de octubre de 2024   | Tokio  | Dura       | Arthur Fils          | 7-5, 6-7(6), 3-6 |
| 2.  | 3 de noviembre de 2024 | París  | Dura (i)   | Alexander Zverev     | 2-6, 2-6         |

### Dobles (0)
| Leyenda                         |
| ------------------------------- |
| Grand Slam (0)                  |
| ATP World Tour Finals (0)       |
| ATP World Tour Masters 1000 (0) |
| ATP World Tour 500 (0)          |
| ATP World Tour 250 (0)          |

#### Finalista (1)
| N.º | Fecha               | Torneo | Superficie    | Pareja         | Oponentes en la final        | Resultado        |
| --- | ------------------- | ------ | ------------- | -------------- | ---------------------------- | ---------------- |
| 1.  | 21 de julio de 2024 | Gstaad | Tierra batida | Fabrice Martin | Yuki Bhambri Albano Olivetti | 6-3, 3-6, [6-10] |

## Títulos ATP Challenger (8; 8+0)

### Individuales (8)
| N.° | Fecha                    | Torneo                  | Superficie    | Oponente en la final     | Resultado        |
| --- | ------------------------ | ----------------------- | ------------- | ------------------------ | ---------------- |
| 1.  | 5 de agosto de 2018      | Challenger de Segovia   | Dura          | Adrián Menéndez-Maceiras | 6-3, 6-4         |
| 2.  | 14 de octubre de 2018    | Challenger de Ortisei   | Dura (i)      | Pierre-Hugues Herbert    | 6-4, 6-2         |
| 3.  | 25 de noviembre de 2018  | Challenger de Andria    | Dura (i)      | Filippo Baldi            | 6-4, 7-6(3)      |
| 4.  | 17 de febrero de 2019    | Challenger de Cherburgo | Dura (i)      | Steve Darcis             | 6-7(6), 6-3, 6-3 |
| 5.  | 15 de septiembre de 2019 | Challenger de Estambul  | Dura          | Denis Istomin            | 6-2, 6-2         |
| 6.  | 27 de octubre de 2019    | Challenger de Brest     | Dura (i)      | Evgeny Donskoy           | 6-2, 6-3         |
| 7.  | 18 de septiembre de 2022 | Challenger de Rennes    | Dura (i)      | Dominic Thiem            | 6-3, 6-0         |
| 8.  | 7 de mayo de 2023        | Challenger de Cagliari  | Tierra batida | Laslo Djere              | 4-6, 7-5, 6-4    |
| 9.  | 20 de mayo de 2023       | Challenger de Burdeos   | Tierra batida | Tomás Martín Etcheverry  | 7-6(3), 6-4      |

### Finalista (4)
| N.° | Fecha                   | Torneo                 | Superficie | Oponente en la final | Resultado     |
| --- | ----------------------- | ---------------------- | ---------- | -------------------- | ------------- |
| 1.  | 22 de julio de 2018     | Challenger de Gatineau | Dura       | Bradley Klahn        | 3-6, 6-7(5)   |
| 2.  | 29 de julio de 2018     | Challenger de Granby   | Dura       | Peter Polansky       | 4-6, 6-1, 2-6 |
| 3.  | 9 de septiembre de 2018 | Challenger de Cassis   | Dura       | Enzo Couacaud        | 2-6, 3-6      |
| 4.  | 5 de marzo de 2023      | Challenger de Pau      | Dura (i)   | Luca Van Assche      | 6-7, 6-4, 6-7 |